# Lagua de choclo
La lagua de choclo, también llamado jankaquipa, es un plato típico de las fiestas de Todos Santos en Bolivia. Es una sopa espesa, con una consistencia cremosa.

## Preparación
Se debe desgranar cada choclo con cuchillo, dejando las puntas de los granos en el marlo, luego moler en batán o licuar en agua que lo cubra, hasta que se encuentren bien molidos. En una olla con un litro y medio de agua hirviendo, hay que hacer cocer la carne durante una hora y luego colar a otra olla, para luego reservar caliente. En un recipiente, hay que raspar la cebolla, la zanahoria y el nabo, luego añadir las habas y arvejas. Después saltear en aceite caliente unos minutos y al final agregar el pimentón si desea darle color a la sopa. Estas verduras hay que incorporarlas a la olla de caldo caliente que reservó junto con el apio y sal al gusto. De rato en rato remover, pare que no se pegue a la base con una cuchara de madera. Dejar cocer durante veinte minutos. Pasado este tiempo, hay que agregar las papas cortadas en seis y una vez que se encuentren cocidas, retirar y espolvorear con el orégano. A tiempo de servir, es necesario sacar el apio y adornar con una cucharilla de perejil.